# Ас-Сахави
Шамс ад-Дин Абу́-ль-Хайр Муха́ммад ибн Абду-р-Рахма́н ас-Саха́ви, известен как ас-Саха́ви (араб. السخاوي‎; 1428, Каир — 1497, Медина) — мусульманский историк, богослов и хадисовед.

## Биография
Его полное имя: Шамс ад-Дин Абу-ль-Хайр Мухаммад ибн Абд ар-Рахман ибн Мухаммад ибн Абу Бакр ибн Усман ибн Мухаммад ас-Сахави. Родился в 1428 году в Каире, но его предки были родом из египетского городка Саха, из-за чего он и получил такую нисбу.
Ас-Сахави получил начальное образование в Каире, затем путешествовал по различным регионам мусульманского мира (Хиджаз, Левант). Среди его учителей были такие выдающиеся улемы того времени, как Ибн Хаджар аль-Аскалани, аль-Изз ибн аль-Фурат, Бурхан ад-Дин ибн Яхдур, Ридван аль-Акиби, Саад ад-Дин ибн ад-Дири, Алам ад-Дин ибн аль-Балькини и другие известные богословы.
Его учениками были в общей сложности около 1400 человек. Среди них: Абуль-Аббас аль-Касталлани, Ибн Раджаб ат-Тухи, Ибн Абдуссалам аль-Мануфи, Джаруллах ибн Фахд, Абдуль-Басит ибн Халиль аль-Ханафи, Абдуль-Азиз ибн Умар ибн Фахд и др.